# 엔리코 모레티
엔리코 모레티(Enrico Moretti)는 이탈리아 태생의 미국 노동경제학자이다. 도시와 지역의 성장과 쇠퇴에 관한 연구를 해서 이를 대중서로 소개한 직업의 지리학(The New Geography of Job)으로 상을 받았다.

## 저서
- 직업의 지리학(The New Geography of Jobs)